# Joseph Smith (generale)
Joseph Smith (Inghilterra, 1732 – Inghilterra, 1790) è stato un generale britannico.

## Biografia
Figlio di Joseph Smith, impiegato prima e poi militare nei genieri presso la Compagnia britannica delle Indie orientali, nacque in Inghilterra nel 1732. Suo padre entrò stabilmente nell'esercito inglese in India nel 1749.
Intrapresa anch'egli la carriera militare nell'esercito indiano, combatté le guerre del Carnatic, le guerre anglo-mysore e altri conflitti nell'India meridionale. Le distinzioni accumulate gli valsero la nomina a comandante in capo del Madras Army per ben tre volte (1767-1770, 1770-1772 e 1773-1775).
Morì nel 1790.